# Edward Grover
Edward „Ed“ Grover (* 23. Oktober 1932 in Los Angeles, Kalifornien; † 22. November 2016 in Torrance, Kalifornien) war ein US-amerikanischer Schauspieler.

## Leben
Seit 1973 war Grover in zahlreichen Filmen wie Ein Mann sieht rot und Fernsehserien wie Quincy, Magnum und Das A-Team zu sehen. In der Krimiserie Baretta übernahm er zwischen 1975 und 1978 eine wiederkehrende Rolle als Polizist Lt. Hal Brubaker, des Vorgesetzten der Titelfigur. Seine Stimme war in Werbespots für Nissan, VISA und Apple (im bekannt gewordenen Werbespot 1984) zu hören. Grover beherrschte die japanische Kampfkunst Aikidō.

## Filmografie (Auswahl)
- 1971–1974: The Doctors (Fernsehserie, wiederkehrende Rolle)
- 1973: Serpico
- 1974: Ein Mann sieht rot (Death Wish)
- 1974: Der Mann aus Metall (Who?)
- 1975: Der einsame Job (Report to the Commissioner)
- 1975–1978: Baretta (Fernsehserie, 32 Folgen)
- 1978: Die Jeffersons (The Jeffersons; Fernsehserie, 1 Folge)
- 1978–1983: Quincy (Quincy, M. E.; Fernsehserie, 9 Folgen)
- 1979: Fantasy Island (Fernsehserie, 1 Folge)
- 1979: Hart aber herzlich (Hart to Hart, Fernsehserie, Folge 1x01 Tödliche Verwandtschaft)
- 1981: Magnum (Fernsehserie, 1 Folge)
- 1983: Das A-Team (The A-Team; Fernsehserie, 1 Folge)
- 1984: Das fliegende Auge (Blue Thunder; Fernsehserie, 1 Folge)